# Chiesa dei Santi Pietro e Paolo (Mozzecane)
La chiesa dei Santi Pietro e Paolo è la parrocchiale di Mozzecane, in provincia e diocesi di Verona; fa parte del vicariato di Villafranca-Valeggio.

## Storia
Non si sa di preciso quando sorse la primitiva cappella di Mozzecane, dedicata alla conversione di San Paolo, ma di sicuro esisteva già nel XII secolo, allorché venne menzionata in una bolla del 1145 di papa Eugenio III, in cui si legge che tale chiesa era filiale della pieve di San Lorenzo Martire di Grezzano.
Nel XVI secolo la chiesa subì un intervento di rifacimento e venne dotata di tre nuovi altari, di cui uno intitolato ai Santi Faustino e Giovita, uno a Santa Apollonia ed uno a Santa Lucia, che andarono ad aggiungersi ai due già esistenti dedicati a San Paolo e alla Beata Vergine Maria; inoltre, fu pure realizzata la sacrestia.
Dalla relazione della visita pastorale del 1526 del vescovo Gian Matteo Giberti s'apprende che la chiesa mozzecanese era sede di una parrocchia; nel 1730 il vescovo di Verona Francesco Trevisan, compiendo la sua visita, annotò che nella chiesa erano ospitati, oltre all'altare maggiore, anche quelli laterali dei Santi Faustino e Giovita, dei Santi Innocenti di Sant'Antonio di Padova e della Concezione e del Rosario.
La prima pietra dell'attuale parrocchiale venne posta nel 1747; l'edificio, in stile barocco, fu portato a termine nel 1754. Tra il 1761 ed il 1788 il presbiterio venne rifatto e risistemato. Nel 1929 la facciata fu modificata e nel 1941 l'interno affrescato dal pittore Giuseppe Resi.

## Descrizione

### Esterno
La facciata della chiesa, che è a capanna, è caratterizzata ai lati due lesene che sorreggono il timpano curvilineo; presenta il portale, affiancato da due semicolonne al di sopra delle quali vi è un piccolo timpano modanato di forma curvilinea recante un medaglione con su scritto D.O.M. ET DIVO PAULO GENTIUM DOCTORI GENS DICAVIT 1754, due nicchie ospitanti altrettante statue ritraenti la Speranza e la Fede e due finestre caratterizzate da timpani triangolari.

### Interno
L'interno si compone di un'unica navata con volta a botte, che termina con il presbiterio rialzato di due gradini; opere di pregio qui conservate sono una pala raffigurante la Madonna col Bambino assieme ai Santi Paolo e Faustino, eseguita verso il 1540 da Giovanni Caroto, e il dipinto avente come soggetto Gesù Cristo con i Santi Pietro e Paolo, realizzato da Giuseppe Resi nel 1941.